# Lothar Wolleh

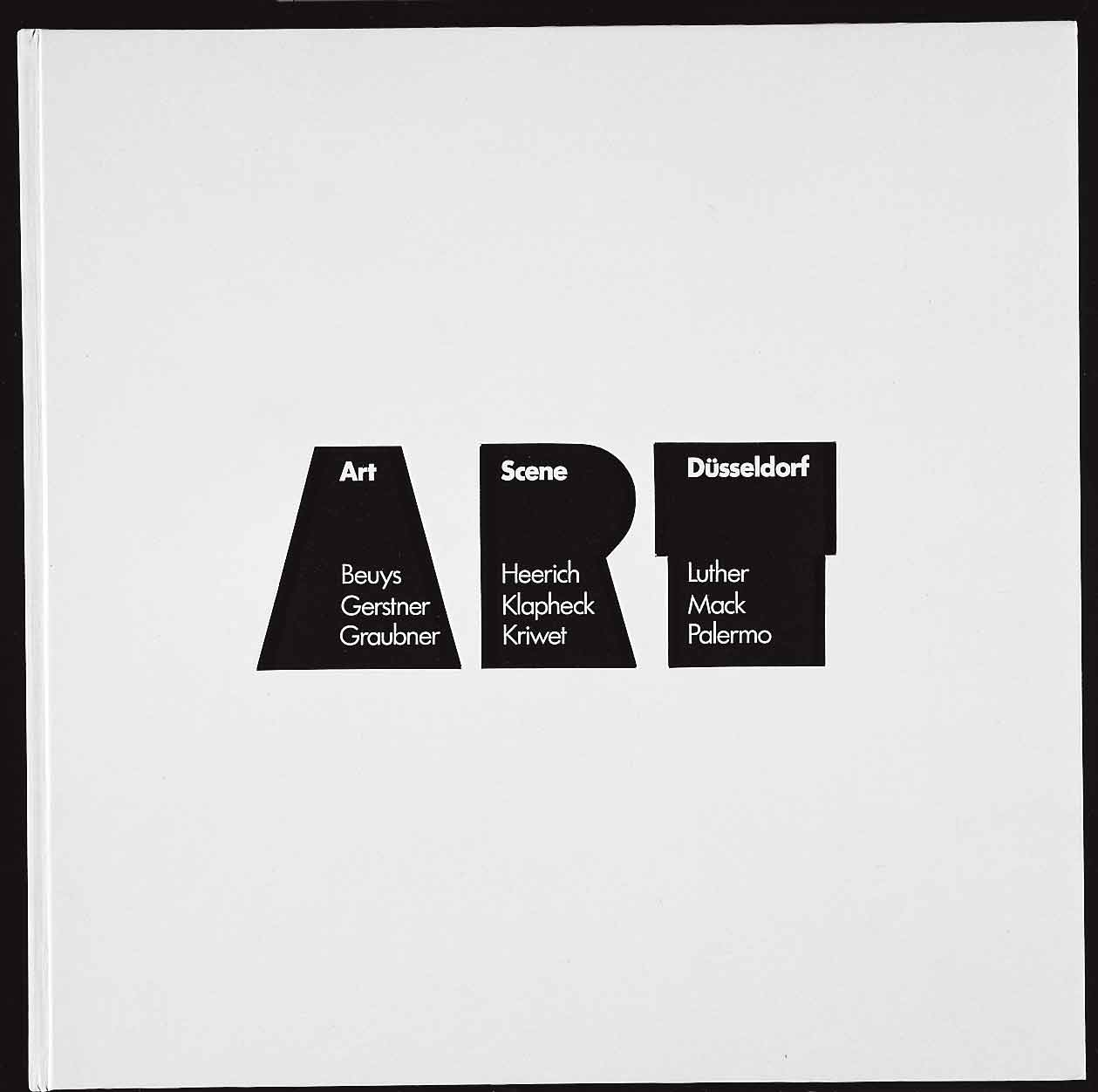
Obálka knihy: Lothar Wolleh, Art Scene Düsseldorf 1, Stuttgart 1972

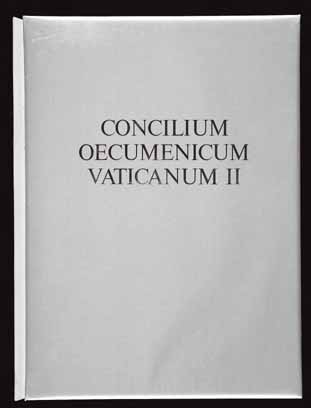
Obálka knihy: Lothar Wolleh, Das Konzil, II Vatikanisches Konzil, Stuttgart 1965

Lothar Wolleh (20. ledna 1930 Berlín – 28. září 1979 Londýn) byl německý fotograf. Do konce šedesátých let pracoval jako reklamní fotograf a poté začal portrétovat mezinárodně proslulé malíře, sochaře a aktivní umělce. Dohromady nasnímal 109 umělců, včetně celebrit jako Georg Baselitz, Joseph Beuys, Dieter Roth, Jean Tinguely, René Magritte, Günther Uecker, Gerhard Richter nebo Christo.

## Život a dílo
Wolleh studoval v letech 1946–1948 ve třídě pro základní vzdělávání a malbu u Ernsta Rudolfa Vogenauera na Akademii výtvarných umění v Berlin-Weißensee. Jako mladý muž byl v roce 1950 zatčen za údajnou špionáž během ruské okupace a do roku 1956 pobýval jako vězeň v zajateckém táboře Vorkuta v Sovětském svazu. Původní trest smrti byl poprvé zmírněn na dvacet pět let později se změnil na patnáct let nucených prací v metru. Roku 1956 se Wolleh mohl vrátit díky úspěšnému jednání Konrada Adenauera o návratu německých válečných zajatců do Berlína.
Po svém propuštění dokončil v letech 1956–1957 studium v Lette na odborné škole fotografie, grafiky a módy v Berlíně. Víceměsíční program obnovy Světové církve určený pro válkou postižené mladé lidi, mu umožnil v roce 1958 pobyt na švédském ostrově Gotland, díky kterému získal celoživotní náklonnost k lidem a krajině tohoto regionu.
Od roku 1959 do 1961 studoval na Folkwangské vysoké škole designu v Essenu. Mezi jeho učiteli byl německý fotograf Otto Steinert. Jako fotograf na volné noze Wolleh působil v době 1962–1979 hlavně v oblasti reklamy v Düsseldorfu. Jeho klienty byly přední společnosti, jako německé železnice Deutsche Bundesbahn nebo Volkswagen.
V letech 1962–1965 Wolleh fotografoval v Římě Druhý vatikánský koncil, z čehož vznikla ve spolupráci s páterem Emilem Schmitzem Wollehem jeho první fotografická kniha „Das Konzil. II. Vatikanisches Konzil“ vydaná v roce 1965 nakladatelstvím Belser-Verlag. V roce 1975 dokumentoval obřady u příležitosti Svatého roku a poté vydal velkolepé knihy s barevnými fotografiemi Das Konzil (1965) a Apostolorum Limina (1975).
Na návrh svého přítele, německého malíře a umělce Günthera Ueckera, začal Wolleh v roce 1967 systematicky portrétovat více než sto mezinárodně uznávaných malířů, sochařů a umělců, včetně Gerharda Richtera, Niki de Saint Phalle nebo Jeana Tinguely. Z výsledné série portrétů vytvořil několik rozsáhlých projektů fotografických knih. Roku 1969 Wolleh cestoval několik měsíců po Sovětském svazu. Výsledné fotografie z této cesty byly zahrnuty v roce 1970 do knihy SSSR, Sovětský stát a jeho lidé (UdSSR, der Sowjetstaat und seine Menschen). V témže roce Wolleh fotografoval pořad Filz-TV Josepha Beuyse, který natáčel Gerry Schum na film nebo video.
Dalšími projekty v roce 1971 byly portréty prezentované na Beuysově výstavě v Moderna Museet ve Stockholmu a ve stejném roce ve spolupráci s Beuysem vznikala kniha Unterwasserbuch vydaná v roce 1973. V roce 1972 dokončil cykly Art Scene Düsseldorf a také Apostolorum Limina.
Pracoval na fotografické knize Panna Marie Čenstochovská (Die schwarze Madonna von Tschenstochau) a Zámek Wawel (Schloß Wawel), kvůli kterým v období 1977–1979 pobýval několikrát v Polsku.

## Dílo
Lothar Wolleh je ve své práci poměrně výstřední, dodržuje zásady přísně symetrické konstrukce obrazu. Rád využívá vlastností černobílé fotografie v podstatě čtvercového formátu, ve kterém portrétované často staví doprostřed. Portrétoval celkem 109 umělců.
Do roku 2007 měl samostatnou výstavu Lothar Wolleh - Znovuobjevení: Fotografie 1959-1979, která putovala se zastávkami v Kunsthalle Bremen, Stadtmuseum Hofheim, Kunstmuseum Ahlen a v Deutschherrenhaus Koblenz.

## Portrétovaní umělci

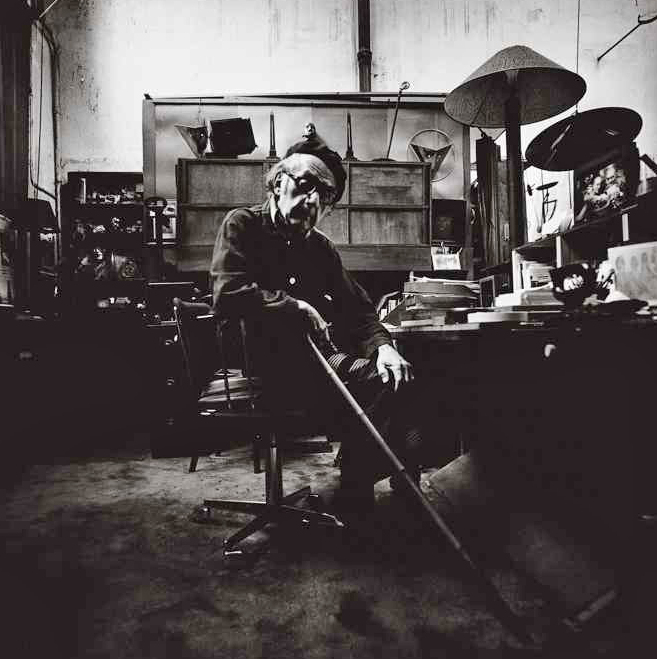
Man Ray
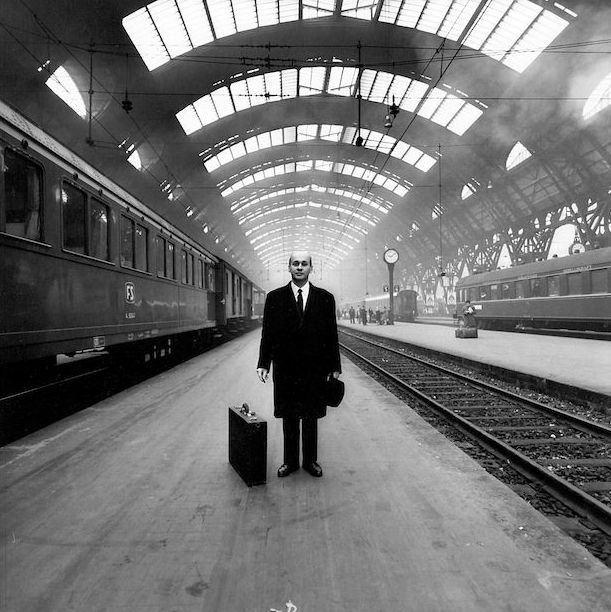
Villiglé
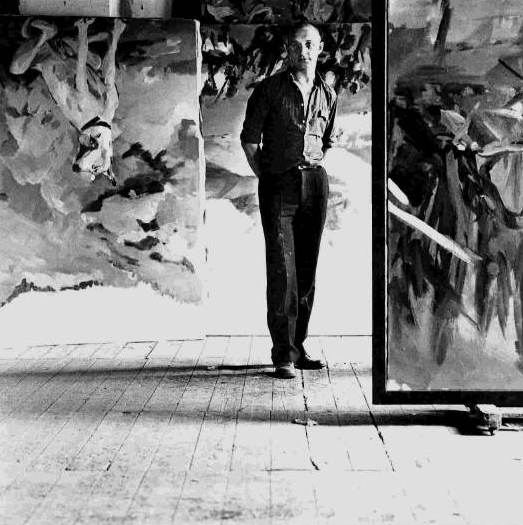
Georg Baselitz
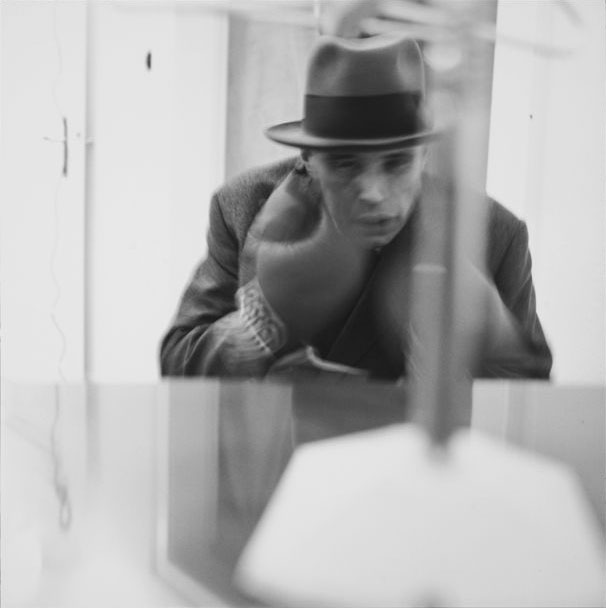
Joseph Beuys
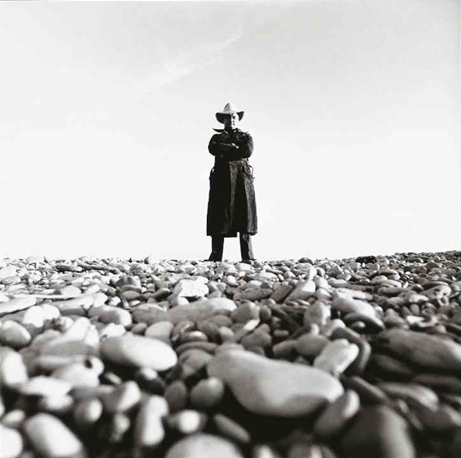
Armand Pierre Fernandez
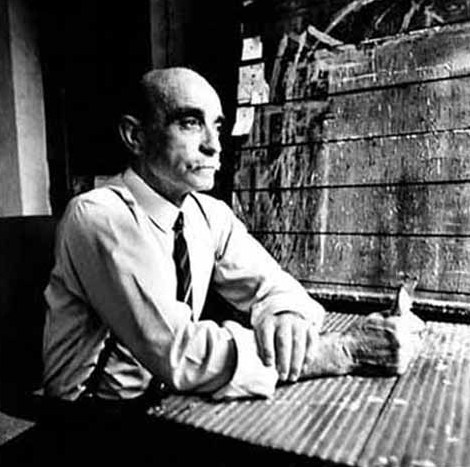
Lucio Fontana
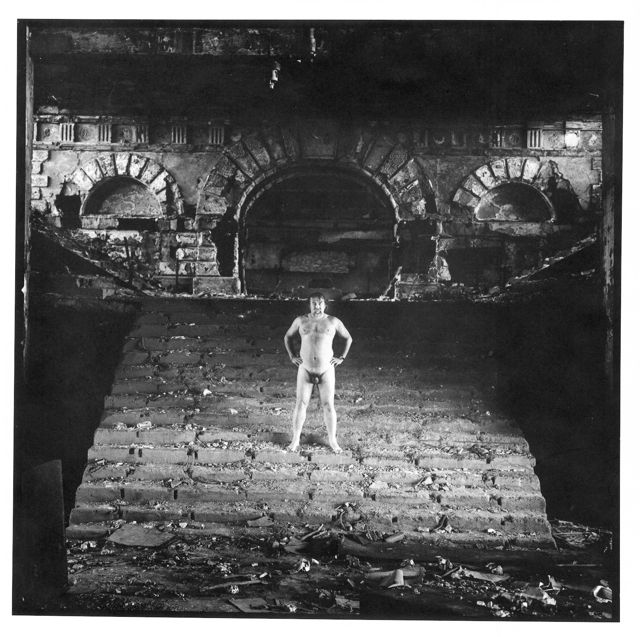
Edward Kienholz
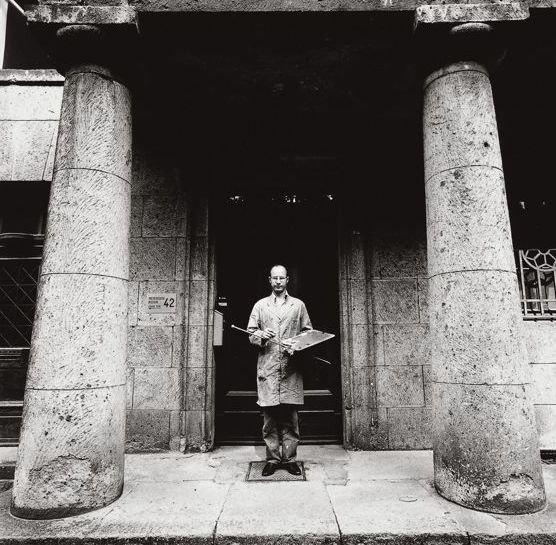
Konrad Klapheck
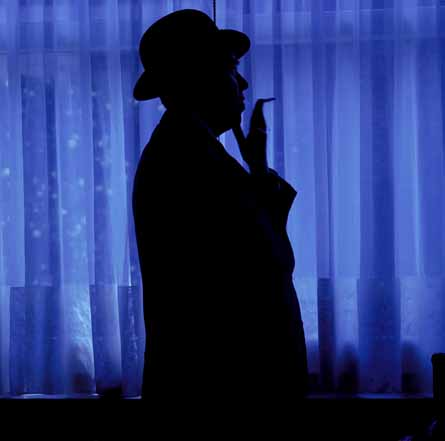
René Magritte
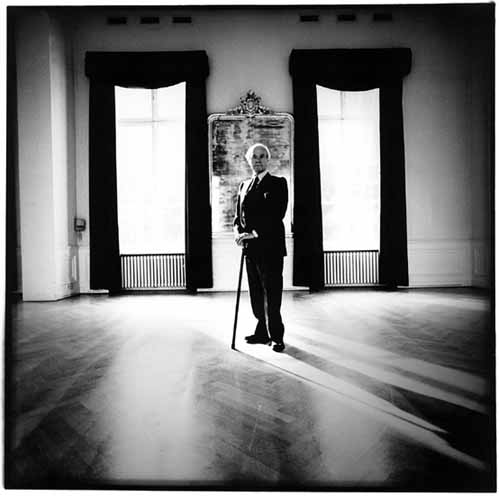
Henry Moore
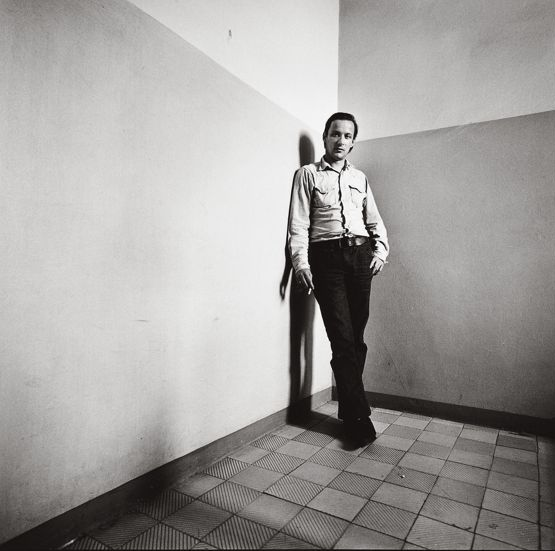
Blinky Palermo
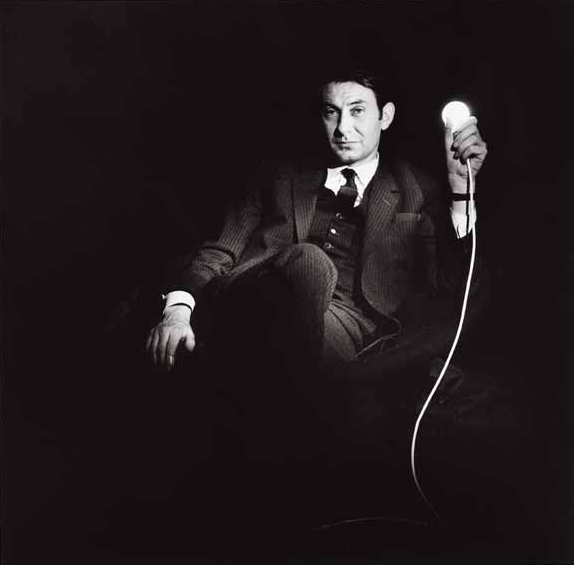
Otto Piene
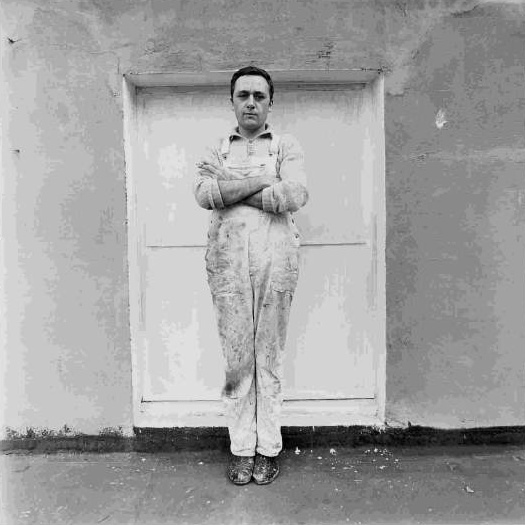
Gerhard Richter
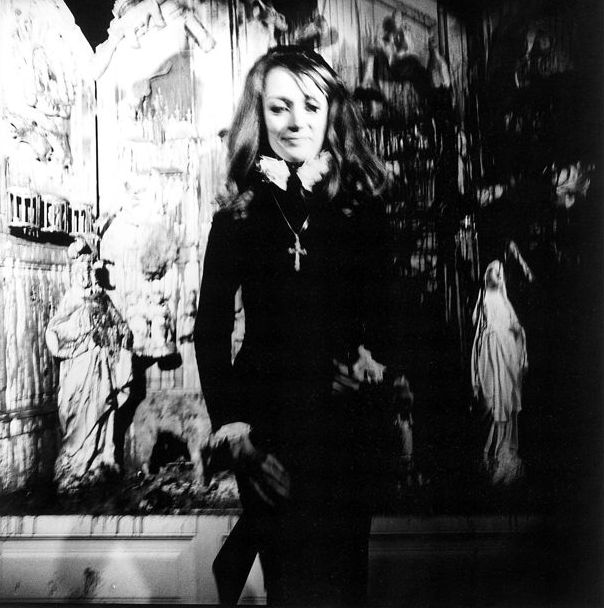
Niki de Saint Phalle
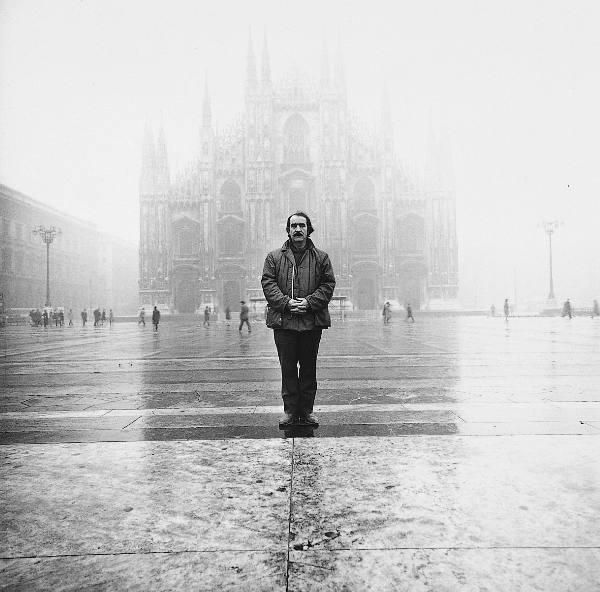
Jean Tinguely
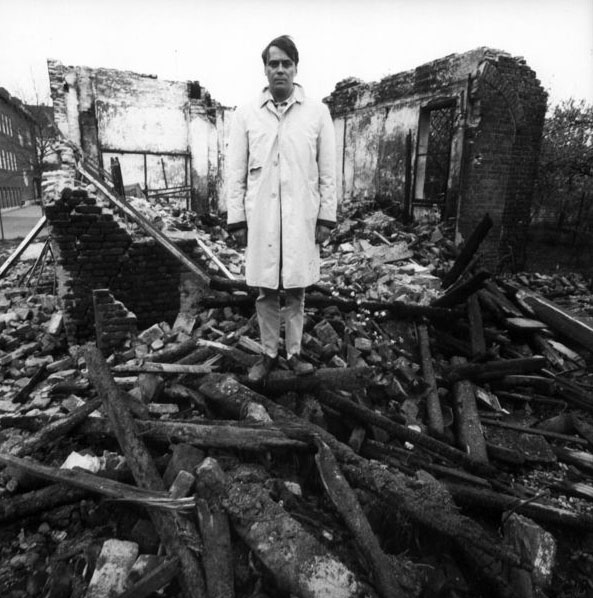
Günther Uecker
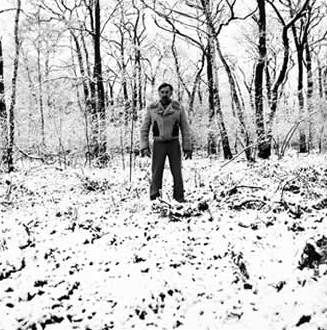
Herbert Zangs
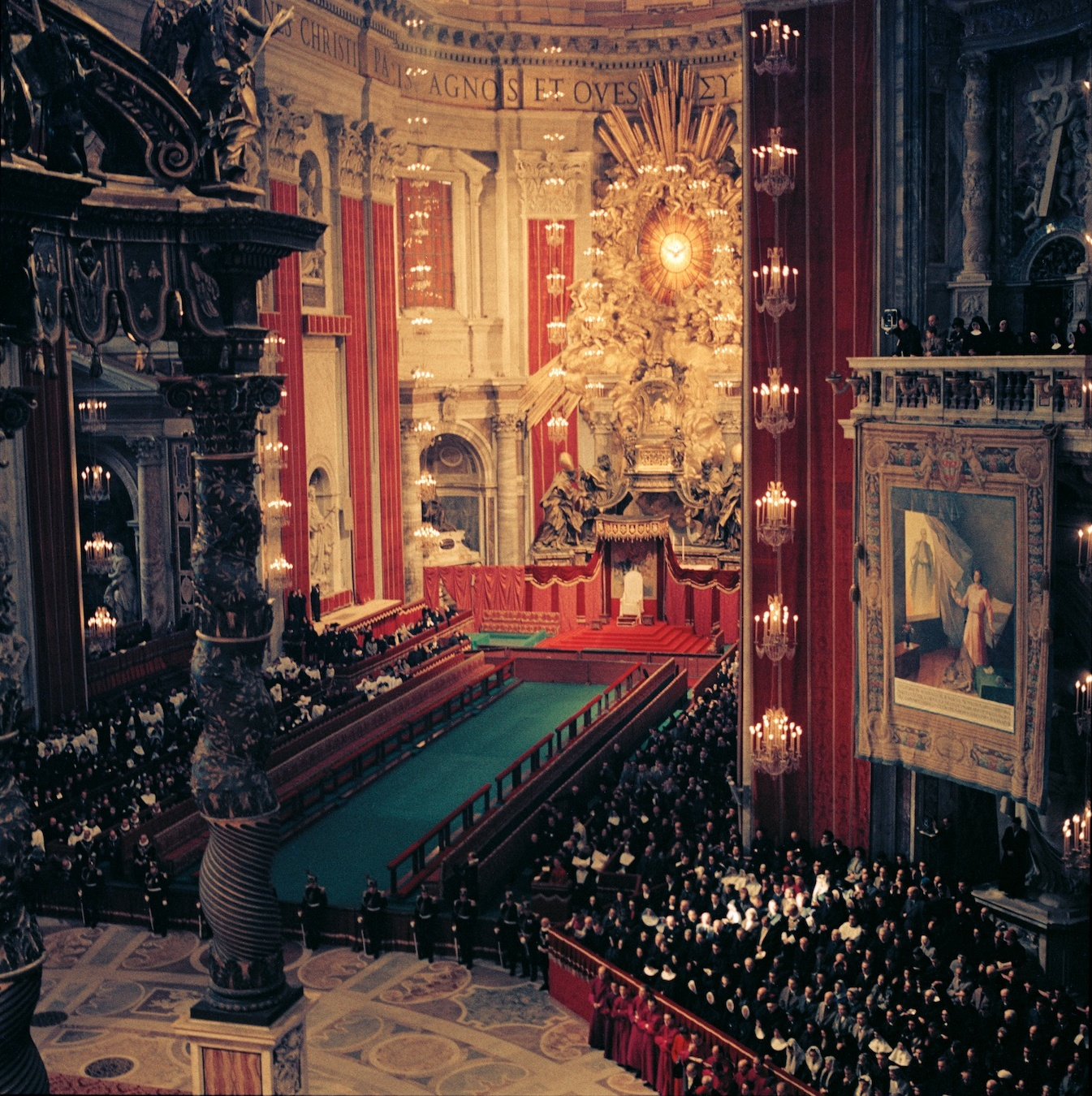
Druhý vatikánský koncil
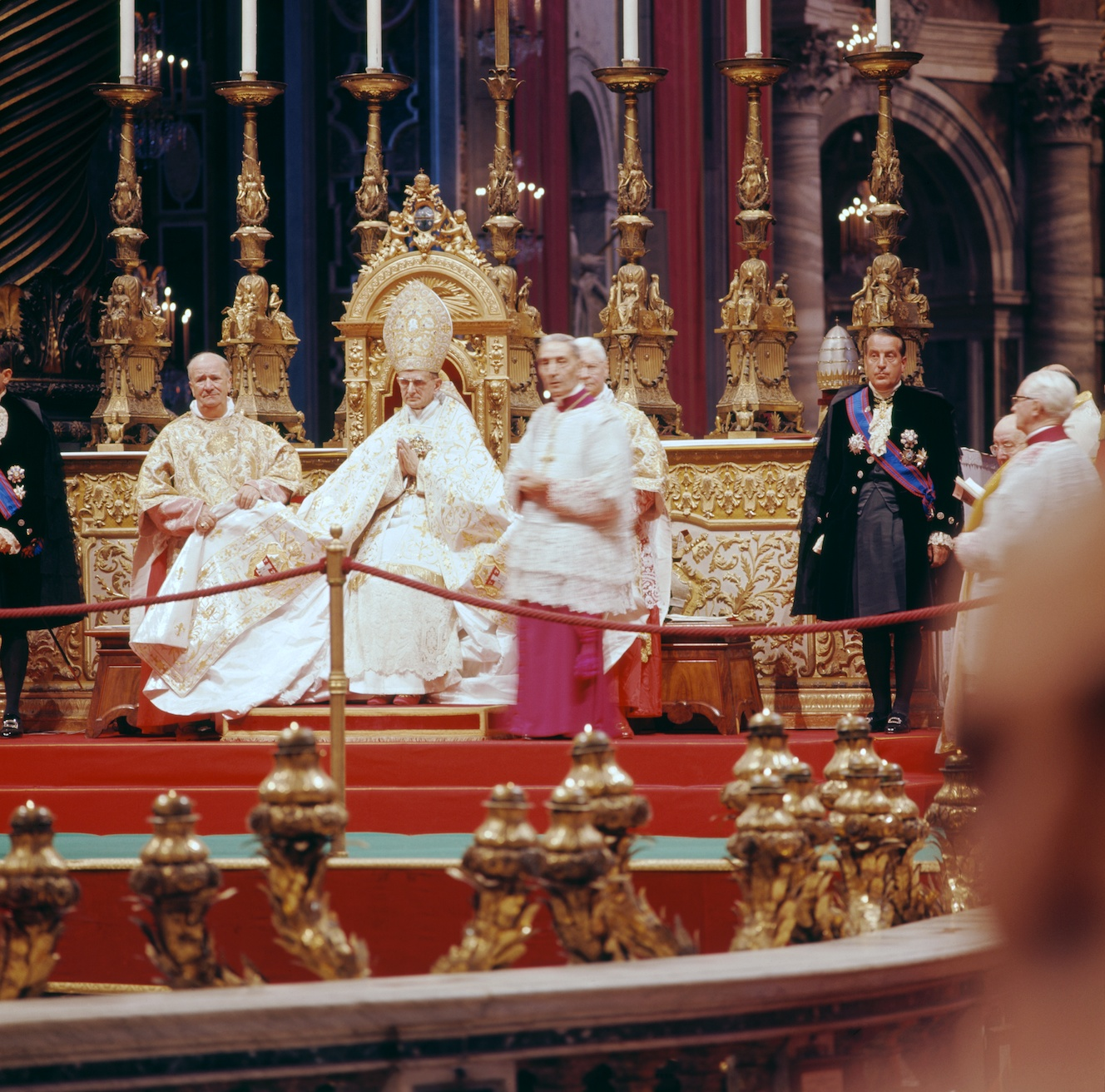
Papež Pavel VI.

K dalším portrétovaným umělcům patří mimo jiné: Magdalena Abakanowiczová, Max Bill, Pol Bury, Christo, Sonia Delaunay-Terk, Paul Dierkes, Francois Dufrene, Robert Filliou, Vic Gentils, Karl Gerstner, Gotthard Graubner, Raymond Hains, Al Hansen, Bernhard Heiliger, Dorothy Iannone, Ferdinand Kriwet, Laszlo Lakner, Adolf Luther, Heinz Mack, Claes Oldenburg, Roman Opalka, César Pelli, Martial Raysse, Hans Richter, Klaus Rinke, Ulrich Rückriem, Reiner Ruthenbeck, Jesús Rafael Soto, Daniel Spoerri, André Thomkins, Mark Tobey, Georges Vantongerloo, Stefan Wewerka, Fritz Wotruba.

## Výstavy (výběr)
- 1962: Otto Steinert und Schüler. Fotografische Ausstellung, Gruppenausstellung in der Göppinger Galerie, Frankfurt/Main
- 1964: Farbige Fotografie. Bilder aus dem Vatikan, Einzelausstellung: Schatzkammer des Essener Münsters. Die Ausstellung wurde vom Essener Bischof Dr. Hengsbach (am 21. März 1964) eröffnet
- 1965: Zyklus von Farbfotos zum römischen Konzil, Einzelausstellung in der Galerie Valentin, Stuttgart
- 1980: Lothar Wolleh: Künstlerbildnisse. Kunstobjekte, Photographien, Einzelausstellung der Künstlerporträts in der Städtischen Kunsthalle Düsseldorf
- 2005–2007: Lothar Wolleh. Eine Wiederentdeckung: Fotografien 1959 bis 1979, Einzelausstellung: Kunsthalle Bremen, Ludwig Museum im Deutschherrenhaus, Kunst-Museum Ahlen, Stadtmuseum Hofheim am Taunus
- 2006: Joseph Beuys in Aktion. Heilkräfte der Kunst – Gruppenausstellung: museum kunst palast, Düsseldorf
- 2008: Fotos schreiben Kunstgeschichte – Gruppenausstellung: museum kunst palast, Düsseldorf
- 2008: Lothar Wolleh: Künstlerportraits Galerie f5,6, München